# 小行星2747
小行星2747（2747 Cesky Krumlov）是一颗围绕太阳公转的小行星。1980年2月19日，安東寧·姆爾科斯在克萊季发现了此天体。
該小行星以捷克的城市捷克克倫洛夫命名。
这颗小行星的绝对星等为302.4771212386846等。